# Nalaya Brown
Nalaya Brown, nascida em Tenerife, é atualmente a vocalista do SuperMartXé. Desde a infância está relacionada à música, estudou canto em Madrid do compositor Juan Carlos Calderón (Luis Miguel, Ricky Martin ...). Seu primeiro contato com o público foi na tv show Popstars.
Entrou no mercado de Deep House com a Wagon Cookin grupo está fazendo shows por toda a Espanha.
No verão de 2007 foi contratado pelo clube Amnesia Ibiza para cantar ao vivo e depois de fazer o World Tour com o Grupo Matinée. Dois anos mais tarde se torna o vocalista da festa Privilege Ibiza Supermartxé, cantando todas as sexta-feira para 15.000 pessoas. Cenários pisou Nalaya Londres, Amsterdã, Moscou, Cairo, Roma, Brasil ... e, claro, na Espanha. Foi nomeado para Melhor AP prêmios Deejamags Ron Barceló 2009.
Nalaya colaborou no mais recente projecto com influências eletrônicas Nacho Cano para a Sony Music em 2010. Nalaya também já tocou com celebridades e artistas incríveis como Paris Hilton, Dennis Rodman, Roberto Cavalli, Lady Gaga, Metzker Dj Viktoria Mulher Dj Playboy, Bob Sinclair Dj, Offer Nissim, etc.
Em 2011, Nalaya teve mais de 70 shows ao redor do mundo, mais notavelmente as suas duas residências em Ibiza na Privilege e Hotel Ushuaia Praia como o principal EuroPride vocalista, aquecimento em Roma em 2011 para um milhão de Lady Gaga fãs e seu desempenho em maiores do mundo rock festival de música em Rock In Rio 2011-Brasil.
Depois de sucessos como SuperMartXé e Don't Stol Till' You Get Enough, Nalaya ainda está trabalhando em seus novos hits que vão sair em breve, juntamente com outros projetos musicais com os principais produtores nacionais e internacionais.

## Discografia
- 2018: «Dreaming» (Albert Neve & Abel Ramos feat. Nalaya)
- 2017: «Una vez más» (Nalaya feat. Danny Romero)
- 2017: «Don't Stop Moving» (Nalaya feat. Breno Barreto)
- 2017: «Be Mine» (Nalaya feat. Dan Slater y JimJam)
- 2016: «Love Me Like A Diva» (Yinon Yahel feat. Nalaya)
- 2015: «Call To Me» (Roger Sanchez feat. Nalaya)
- 2014: «Arena» (Carlos Gallardo feat. Nalaya) - GT2 Records
- 2013: «Waterfall» (Fran Marín feat. Nalaya) - Sony Music
- 2013: «Leave Me Alone» (Felipe Guerra feat. Nalaya) - Universal Music Brasil
- 2012: «Let You Go» (Christopher S. feat. Nalaya) - Roster
- 2011: «Cuba» (Abel The Kid & Luis Ponce feat. Nalaya) - Subliminal Records
- 2011: «Feel Alive» (Filipe Guerra feat. Nalaya) (2011)
- 2010: «Don't Stop Till You Get Enough» (Juanjo Martín & Albert Neve feat. Nalaya) - Blanco y Negro
- 2010: «Over You» (Nalaya & Leo Blanco, Vitti & Hugo Sánchez)
- 2010: «Mecandance» (Nacho Cano feat. Nalaya)
- 2010: «SuperMartXé»  (Juanjo Martín & Albert Neve feat. Nalaya)
- 2010: «Love At Loft» (Dj Puku, Axel & Nalaya)
- 2018: «Wepa» (Karin Hass & David El Olmo feat. Nalaya) (2008)